# Nerl (Kliazma)
Pour les articles homonymes, voir Nerl.
La Nerl (en russe : Нерль) est une rivière de Russie et un affluent de la rive gauche de la Kliazma, dans le bassin hydrographique de la Volga, donc un sous-affluent de la Volga par l'Oka.

## Géographie
La Nerl arrose les oblasts de Iaroslavl, d'Ivanovo et de Vladimir, et agit comme frontière entre les régions naturelles et historiques de l'Opolié à l'ouest et de Polésie de Vladimir à l'est.
La Nerl est longue de 284 km et son bassin versant s'étend sur 6 780 km2. Son débit moyen est de 25,7 m3/s à 102 km de sa confluence avec la Kliazma.
Son principal affluent est la rivière Oukhtoma.
La Nerl est gelée de novembre-décembre à avril.

## Lieu de tournage de film
Andreï Tarkovski a tourné une partie de son film Andreï Roublev sur les rives de la Nerl.